# أحيحة بن الجلاح
أُحَيْحَة بن الجُلَاح الأَوْسِي، وكنيته أبو عَمرو (ت نحو 130 ق. هـ / 497 م) شاعر عربي جاهلي قديم، من دُهاة العرب وشُجعانهم، ومن سادة الأَوْس.
قال المَيداني: «كان سيِّدَ يثرب، وكان له حِصْنٌ فيها سمَّاه المُستَظَلّ، وحِصْنٌ في ظاهرها سمَّاه الضَّحْيان، ومزارعُ وبساتينُ ومالٌ وَفير». وقال البغدادي: «كان سيِّدَ الأوس في الجاهلية، وكان مُرابيًا كثيرَ المال، أمَّا شِعرُه فالباقي منه قليلٌ جيِّد».

## اسمه ونسبه
هو أبو عَمْرو، أُحَيْحَة بن الجُلَاح (بضم الجيم وتخفيف اللام) بن الحَرِيش بن جَحْجَبَى بن كُلْفة بن عَوْف بن عَمْرو بن عَوْف بن مالك بن الأَوْس.
أُحَيْحَة (بضم الهمزة وبالحاءين المُهمَلتين): مصغَّر الأَحِيْحَة، وهو الغَيْظ وحَزازة الغَمِّ. والجُلَاح (بضم الجيم وتخفيف اللام وآخره حاء مُهملة): هو في اللغة السَّيْل الجَرَّاف. والحَرِيش (بفتح الحاء وكسر الرَّاء المُهملتَين وآخره شين مُعجَمة): هو نوعٌ من الحَيَّات أرقَط. وجَحْجَبَى (بحاء مُهملة ساكنة بين جيمَين مفتوحتَين وبعد الباء المُوَحَّدة ألف مقصُورة) قال صاحب القاموس: جَحْجَبَ العَدوَّ: أهلَكَه، وجَحْجَبَ في الشَّيء: تردَّد وجاء وذهب. وجَحْجَبٌ: اسم. وجَحْجَبَى: حَيٌّ من الأنصار. وكُلْفة (بضم الكاف وسكون اللام).

## زوجته وأولاده
تزوَّج سَلمى بنت عَمرو العَدَوية، من بني عَدِيّ بن النجَّار، فوَلَدَت له عَمرَو بن أُحَيْحَةَ، وكانت لا تَنْكِحُ الرجالَ لشرفها في قومها حتى يشترِطوا لها أن أمرَها بيدها، إذا كرِهَت رجُلًا فارَقَته.
ثم تزوَّجها بعدَه هاشم بن عبد مَناف حين قدِمَ المدينة، فولدَت له عبد المطَّلب، فأولادُها من أُحَيْحَة هم إخوة عبد المطَّلب جدِّ الرسول ﷺ. وبهذا تكون وفاةُ أُحَيْحَة قبل وفاة هاشم المتوفَّى نحو عام 102 قبل الهجرة / 520 م.
عُرف من أولاده:
- عَمْرو بن أُحَيْحَة بن الجُلَاح.[7]
- عُقْبة بن أُحَيْحَة بن الجُلَاح.
- بُلَيْل بن أُحَيْحَة بن الجُلَاح.
- سُهَيل بن أُحَيْحَة بن الجُلَاح.[8]
- مُحمَّد بن أُحَيْحَة بن الجُلَاح، وهو أوَّل مَن تسمَّى مُحَمَّدًا في الجاهلية.[9]

ومن نسله الصحابي المنذر بن محمد بن عُقْبة بن أُحَيْحَة بن الجُلَاح، الذي قُتل شهيدًا يوم بئر مَعُونة.
ومن نسله التابعي عبد الرحمن بن أبي ليلى بلال بن بُلَيْل بن أُحَيْحَة بن الجُلَاح، من رواة الحديث الشريف.

## من أخباره
كان أُحَيْحَة كثيرَ المال شحيحًا عليه، يبيع بيع الرِّبا بالمدينة، حتى كاد يُحيط بأموالهم. وكان له تسعٌ وتسعون بِئرًا كلها ينضَحُ عليها. وكان له أُطْمانِ: أُطْمٌ في قومه يُقال له المُستَظَلّ وهو الذي تحصَّن فيه حين قاتل تُبَّعًا الحِمْيَرِي، وأُطْمُه الضَّحْيان بالعُصْبة فِي أرضِه التي يُقال لها الغابة، بناه بحِجارة سُود، ويزعمون أنه لمَّا بناه أشرفَ هو وغُلام له، ثم قال: لقد بنيتُ حِصْنًا حَصِينًا ما بَنى مثلَه رجلٌ من العرب أمنعَ منه، ولقد عرَفتُ مَوضِعَ حجَرٍ منه، لو نُزع وَقعَ جَميعًا. فقال غُلامه: أنا أعرفه. قال: فأرِنيه يا بُني. قال: هو هذا وصرَف إليه رأسَه، فلمَّا رأى أُحَيْحَةُ أنه قد عرَفَه دفعَه من رَأس الأُطْم فوَقعَ على رأسه فمات. وإنما قتله لئلَّا يعرِفَ ذلك الحَجَر أحدٌ.
فلمَّا بناه قال:
وكان شجاعًا وحكيمًا ذا رأي، لا يظنُّ شيئًا فيُخبر به قومَه إلا كان كما يقول، حتى قالوا: إن معه تابعًا من الجنِّ يُعلمه الخبر لكثرة صوابه. وقد حاربه تُبَّع أبو كرب فما قدَر عليه.
ويُروى أن أُحَيْحَة بن الجُلَاح، أسْرعَ في ماله فأتلفَه مَعَ إخوانٍ له، حتَّى افْتقَر، فهَجَروه وقطَعُوه، واحتاجَ إليهم في الشَّيء اليَسِير فمنَعُوه، فلحِقَته شِدَّة، وضُرٌّ وجَهْد. ولم يلبَث أن ماتَ بعضُ أهله، فورَّثه مالًا، وضَيعةً خَرابًا تُعرَف بالزَّوْراء، فأخذ المال، وخرج على الضَّيعة يَعمُرها به، فطَمِعَ فيه القومُ الذين أنفقَ ماله عليهم، فكتبوا إليه يعتَذِرُون ممَّا جرى، يرغِّبونه في مواصلتهم، ومعاشرتهم، فكتبَ إليهم:
فأيِسُوا منه، وكفُّوا عنه، وثابَتْ حالُه، وحسُنَت ضَيعَتُه.

## من أشعاره
لم يُجمَع شعره في ديوان، وما وصل إلينا من شعره يصِفُ جوانبَ من حياته الخاصَّة ونظرته إِلى الحياة والناس والمال، وتخلِّيه عن مجالس اللهو سعيًا وراء المال، وتركه من أجل ذلك الشهَوات التي تتطلَّب الإنفاق عليها. وشِعرُه سهل عمومًا ومُستساغ، ولا ينفرد فيه بميزة فنية خاصَّة، إلا في أبيات قليلة منه، وهو لا يخلو من عِبرة أو حكمة أو فخر، وربما كان في بعض شعره سيِّئ الظنِّ بالحياة التي تغتال أبناءها.
اختار له القُرَشيُّ في "جمهرة أشعار العرب" قصيدةً جعلها في المُذْهَبات، ومنها:
ومن شعره قوله:

## وصلات خارجية
- ترجمة أحيحة بن الجلاح من موقع الموسوعة العربية
- بوابة الشعراء: ديوان أحيحة بن الجلاح